# Retsch Arzberg
Retsch Arzberg ist eine Marke des deutschen Porzellanherstellers Retsch AG Household World mit Sitz in Arzberg.

## Porzellanfabrik Retsch & Cie.
Retsch & Cie. wurde 1885 von Maurermeister Bernhardt Retsch (1842–1896), Textilfabrikant Gustav Heinrich Müller und Likörfabrikant Christoph Seifert in Wunsiedel gegründet. Unternehmensziel war die Ausbeutung der örtlichen Kalksteinvorkommen und der Bau einer Mineralmühle. Im Laufe des Jahres 1891 wurde eine Porzellanfabrik errichtet, noch im Dezember verließ die erste Weißware den Grobbrandofen. Dekorierung und Glattbrand erfolgten anfangs noch im nahen Arzberg. Doch schon 1892 entstanden eine eigene Porzellanmalerei und ein Glattbrandofen.
Hergestellt wurde Zier- und Luxusporzellan. 1896 krönte eine Silbermedaille auf der Landesgewerbeausstellung Nürnberg die Bemühungen des jungen Unternehmens. Zu diesem Zeitpunkt hatte es über 200 Mitarbeiter.
Vor dem Ersten Weltkrieg verfügte die Fabrik über sieben Rundöfen. Das Fabrikgelände war schrittweise ausgeweitet worden und bot 370 Arbeitsplätze. Etwa 80 Prozent der Erzeugnisse wurden exportiert, v. a. in die USA. Retsch & Cie. litt wie andere deutsche Unternehmen unter den Kriegsfolgen und der Weltwirtschaftskrise, konnte den Betrieb jedoch aufrechterhalten. 1940 wendete ein Einspruch der Stadt Wunsiedel die Zwangsschließung wegen nichtkriegswichtiger Produktion ab.
Die Produktion wurde 1953 auf Tunnelöfen umgestellt. Bis 1958 setzte sich die Modernisierung fort mit Trockenschränken, Halbautomaten für die Becher- und Untertassenproduktion, einer Massemühle und einer Flüssiggasanlage. 1969 wechselte die Rechtsform von der OHG zur KG. Zum 100-jährigen Bestehen 1991 beschäftigte die Porzellanfabrik etwa 320 Mitarbeiter. Die Produktpalette beinhaltete weiterhin Kaffee-, Tafel-, Tee- und Mokkaservice sowie Geschenkartikel.
Der zunehmende Wettbewerbsdruck aus Fernost und strukturelle Veränderungen in der deutschen Keramikindustrie führten jedoch dazu, dass die Porzellanproduktion am Standort Wunsiedel im Jahr 2006 eingestellt wurde.

## Markenumbruch und Neuaufstellung (1990–heute)
Bereits 2003 war die Firma von der oberfränkischen Unternehmensgruppe GPK (Glas Porzellan Keramik GmbH) übernommen worden. Die Markenrechte wurden unter dem Namen Retsch AG Household World weitergeführt. Sitz der Verwaltung ist seither Arzberg, das Zentrallager befindet sich in Raum Bayreuth. Unter dem Markennamen Retsch Arzberg werden weiterhin moderne Porzellanserien für den Haushaltsgebrauch produziert und vertrieben. Die Designs zeichnen sich durch alltagstaugliche Eleganz und hohe Funktionalität aus.

## Produktlinie und Philosophie
Retsch Arzberg steht für formschönes, robustes Porzellan mit zeitloser Gestaltung. Im Zentrum stehen Geschirrserien für den täglichen Gebrauch: Tafel- und Kaffeeservices, Frühstücksgeschirr, Schalen und Geschenkartikel. Die Marke verbindet traditionelle Tischkultur mit modernem Lebensstil und spricht damit eine breite Zielgruppe an.

## Gegenwart
Die Retsch AG Household World vertreibt jährlich mehrere Millionen Porzellanartikel, hauptsächlich im deutschsprachigen Raum, aber auch international. Die Marke Retsch Arzberg behauptet sich heute als Anbieter für Porzellan, Keramik und Küchenbedarf mit klarem Bekenntnis zu keramischer Tischkultur und traditionsbewusster Markenführung.